# Schoepfiaceae
Schoepfiaceae — родина квіткових рослин, визнана системою APG III 2009 року. Родина раніше була визнана лише кількома систематиками; рослини, про які йде мова, зазвичай відносять до Olacaceae і Santalaceae.
Рід Schoepfia, згідно з молекулярними дослідженнями, більш тісно пов’язаний із родинами Misodendraceae та Loranthaceae, і для дотримання критеріїв монофілії його слід виключити з Olacaceae. Подальші дослідження також показали, що південноамериканські роди Arjona і Quinchamalium (раніше в родині Santalaceae) є частиною цієї родини. отже, родина містить три роди. У 2015 році вважалося, що Quinchamalium налічував 21 вид, але в тому році це було зведено до одного широко розповсюдженого та морфологічно змінного виду. Christenhusz та ін. стверджував, що в 2016 році було загалом 58 відомих видів, але чомусь нарахував 25 видів Quinchamalium і вісім видів Arjona.
- Arjona Cavanilles (5 видів, )
- Quinchamalium Molina (1 вид)
- Schoepfia Schreber (27 видів)